# Afropolitan
Afropolitan (oder Afropolitismus) setzt sich aus den Begriffen Afrika und Kosmopolitismus zusammen. Die Idee des Afropolitanen will schwarze Identitäten dem Kontext von Diskriminierung, Armut und Unterdrückung entreißen und stattdessen jene empowern, die sich nicht darunter subsumieren lassen wollen. Die Schriftstellerin Taiye Selasi und der Politikwissenschaftler Achille Mbembe werden als Erste mit der Prägung und Theoretisierung des Begriffs in Verbindung gebracht.

## Entwicklung

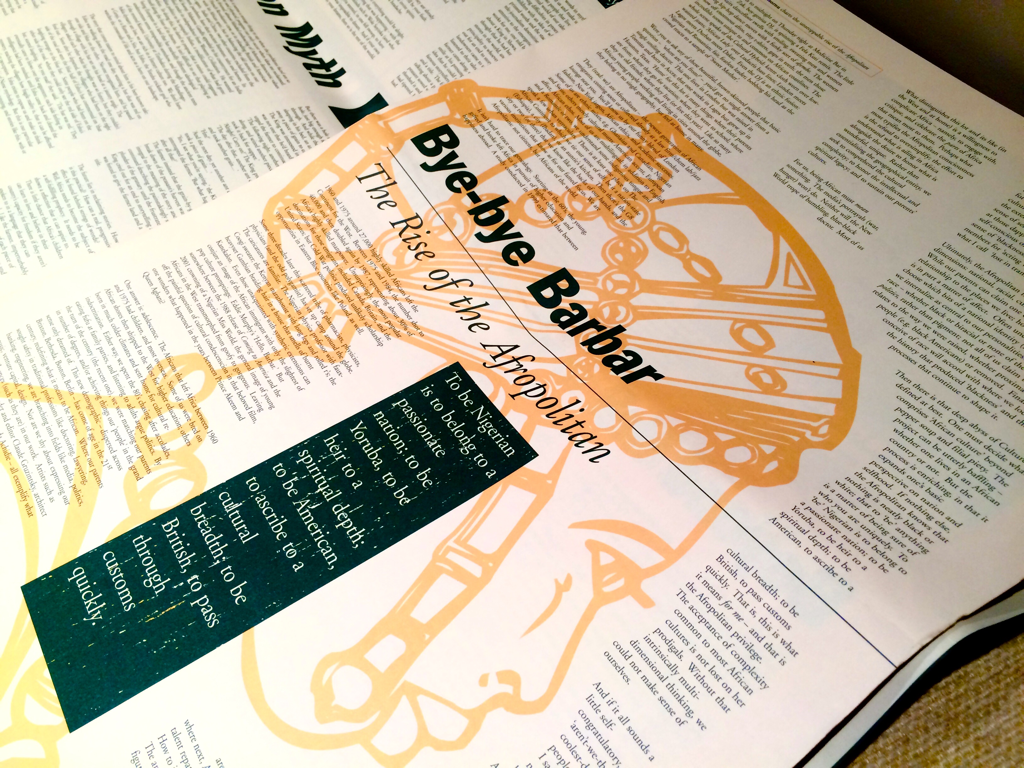
Bye-bye Barbar, the Rise of the Afropolitan

Taiye Selasis kurzer Essay Bye-bye Barbar, the Rise of the Afropolitan wurde 2005 in einem Online-Magazin veröffentlicht. Zwei Jahre später erschien Mbembes ähnlich kurzer Beitrag Afropolitanism in dem Essayband Africa Remix – Contemporary Art of a Continent. der eine gleichnamige Wanderausstellung begleitete. Trotz der geringen Seitenzahl erregten Selasis und Mbembes jeweilige Beiträge in Afrika, Europa und Nordamerika große Aufmerksamkeit. Carli Coetzee merkt an, dass der Begriff in der Wissenschaft vor allem durch Kritik an Sichtbarkeit gewann, während sich viele Schriftsteller, Künstler und Musiker gerne als Afropolitan bezeichneten (z. B. Minna Salami, Teju Cole, Blitz the Ambassador). Es gibt afropolitane Meet-Up-Gruppen in Großbritannien und den USA, ein populäres Afropolitan Magazin in Südafrika und den Verein Afropolitan Berlin in Deutschland. Kulturelle Institutionen begannen den Afropolitanismus für Veranstaltungen aufzugreifen. So fand im Houstoner Museum für afroamerikanische Kultur ein Symposium zum Thema „The New Beat of Afropolitans“ statt und das Victoria and Albert Museum in London lud die Öffentlichkeit zu einer großen „Friday-Late:-Afropolitans“-Veranstaltung ein.
Schon Selasis und Mbembes unterschiedliches Verständnis von Afropolitismus deutet auf Vielfältigkeit innerhalb des Konzeptes hin. Selasi bezeichnet sich selbst als Afropolitan und nutzt den Begriff so als Mittel, um eine angemessene Selbstdefinition für ihre Identität und ihre Erfahrungen zu finden. In ihrem TED Talk erklärt Selasi, dass sie familiäre Bindungen zum afrikanischen Kontinent hat, an verschiedenen Orten aufgewachsen ist und viel reist. Sich als Afropolitan zu bezeichnen, erlaubt ihr das Nachdenken über Nationalitäten hinaus und andere Arten der Zugehörigkeit. Selasis Version des Afropolitanen steht in der Kritik, apolitisch, kommerzialisierend und elitär zu sein. Trotz der Kritik ist Selasis Version des Afropolitismus äußerst relevant für ein tieferes Verständnis des Konzepts, sie ebnete den Weg für seine Entstehung und regte zu neuen Diskussionen über Identitäten an.
Mbembe, einer der Vordenker des Postkolonialismus, stellt seine Idee des Afropolitismus als eine durch und durch afrikanische Daseinsform vor. Dieser Afropolitismus beinhaltet eine kritische Auseinandersetzung mit Afrika und der Welt. Als grundlegende Fragen dafür dienen folgende: Welche historischen Prozesse haben den afrikanischen Kontinent und seine Bewohner geformt? Was sind die bestehenden Denkrahmen, wenn es um Afrika geht, und wie positionieren sich Afrikaner heute dazu? Welche Visionen entstehen aus dieser (Neu-)Positionierung im Angesicht globalgeschichtlicher Verwicklungen? Menschliche Mobilität ist zentral für Selasis und Mbembes jeweilige Konzepte des Afropolitanen. Anders als Selasi, deren zeitgenössische Vorstellung vom Afropolitismus nur die letzten paar Jahrzehnte und freiwilliges Reisen oder Umziehen berücksichtigt, findet Mbembe, dass erzwungene Mobilität – für die der transatlantische Sklavenhandel ein extremes Beispiel ist –  ebenfalls zu afropolitanen Daseinsformen führen kann. Mbembe behauptet, dass die Menschen auf dem afrikanischen Kontinent immer Elemente verschiedener Kulturen, Glaubensrichtungen und Daseinsformen miteinander vermischt haben. Reisen (zum, vom und innerhalb des Kontinents) und Begegnungen mit anderen Menschen führen auf natürliche Weise zu dem wesentlichen Merkmal des Afropolitanismus: einer broad-mindedness, die kreatives und kritisches Denken mit Relevanz für lokale und globale Kontexte ermöglicht.